# 布吕内勒
布吕内勒（法語：Brunelles，法語發音：[bʁynɛl]）是法国厄尔-卢瓦省的一个旧市镇，属于诺让勒罗特鲁区。2019年，布吕内勒与临近的2个市镇合并为新市镇阿尔西斯。

## 地理
布吕内勒（48°19'27"N, 0°53'38"E）面积19.99 平方千米，位于法国中央-卢瓦尔河谷大区厄尔-卢瓦省，该省份为法国北部内陆省份，北起顺时针与厄尔省、伊夫林省、埃松省、卢瓦雷省、卢瓦-谢尔省、萨尔特省和奧恩省接壤。
与布吕内勒接壤的市镇（或旧市镇、城区）包括：蒂龙-加尔代、佩尔谢地区尚普龙、拉戈代讷、圣蒂尼。

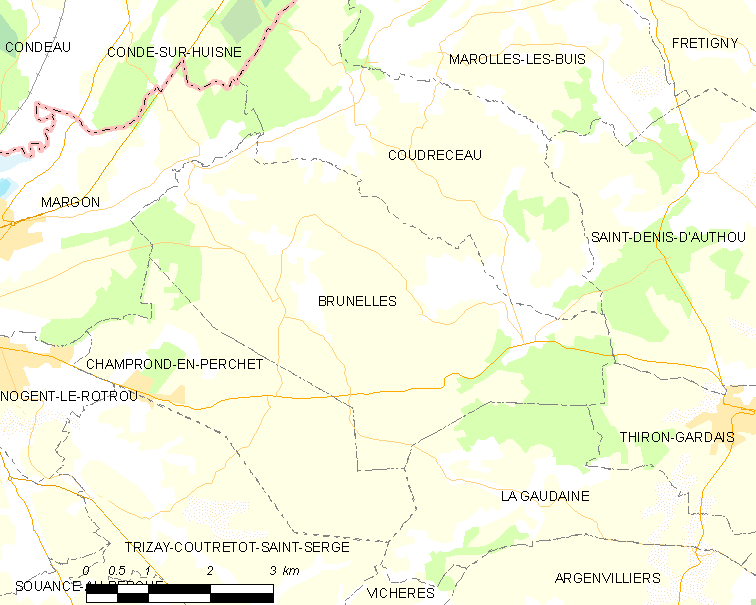
布吕内勒的OSM定位图

布吕内勒的时区为UTC+01:00、UTC+02:00（夏令时）。

## 行政
布吕内勒的邮政编码为28400，INSEE市镇编码为28063。

## 政治
布吕内勒所属的省级选区为诺让勒罗特鲁县。

## 人口

1962-2008年间布吕内勒人口变化图示

布吕内勒于2018年1月1日时的人口数量为534人。